# کاناهیا
کاناهیا (نام علمی: Kanahia) نام یک سرده از زیرخانواده استبرق است.